# AC Arles-Avignon
Der AC Arles-Avignon, vollständig Athlétic Club Arles-Avignon, war ein französischer Fußballverein aus Arles im Département Bouches-du-Rhône.
Die Vereinsfarben sind Gelb und Blau; die Ligamannschaft, deren Spieler wegen des Löwenkopfes im Vereinswappen auch les Lions genannt werden, trug ihre Heimspiele normalerweise im Stade Fernand-Fournier aus, das 2.500 Zuschauern Platz bietet, seit der Saison 2009/10 allerdings im Parc des Sports von Avignon, welcher den Anforderungen des Ligaverbandes LFP besser entspricht. Um dort mehr Zuschauer anzuziehen, hat der Klub sich zumindest zeitweilig in AC Arles-Avignon umbenannt. Für beide Absichten erhielt der Verein Anfang Juli 2009 die Zustimmung der LFP.

## Geschichte

### Anfänge

Logo des ehemaligen AC Arles

Der AC Arles wurde am 18. Februar 1913 gegründet. Damals fusionierten drei Vereine der Stadt, La Pédale Joyeuse, Arles Auto-Vélo und Arles Sports, die ersten beiden Rad- und Motorsportvereine; der Zusammenschluss nahm den Namen Athlétic Club Arlésien an.
Dieser Verein trat ab 1933 in der Division d’Honneur de la Ligue du Sud-Est an, wo man bis zum Kriegsende anno 1945 blieb. Während dieser Zeit spielten französische Größen wie Marcel Domingo oder Désiré Koranyi, in Arles.
1954 stieg der ACA in die höchste Amateurspielklasse (Championnat de France Amateur, CFA) auf. Dort konnte man sich jedoch nicht lang halten und musste schon bald wieder in die Division d’Honneur zurückkehren. In den Folgejahren spielte Arles in dieser Liga immer oben mit, schaffte aber in keiner Saison den Aufstieg in die nächsthöhere Spielklasse.

### Erste Erfolge
Im CFA hielt sich der Verein fünf Jahre. In den 14 Jahren der Präsidentschaft von Maurice Jauffret (1967–1981) schaffte die Mannschaft 1970 sogar den Sprung in die zweite Division. Dort spielte der Verein aus dem Süden Frankreichs bis 1974, als er in die dritte Liga abstieg, von wo aus er nach zwei Spielzeiten wieder aufstieg. In der Saison 1978/79 stieg der AC Arles dann wieder in die dritte Liga ab. Dort blieb die Mannschaft sechs Jahre, ehe sogar der Abstieg in die Viert- und Fünftklassigkeit folgte.
In diesem Zeitraum konnte der AC Arles auch Erfolge in Pokalwettbewerben verbuchen. In der Coupe de France erreichte der Verein in den Jahren 1970, 1973 und 2006 das Achtelfinale, scheiterte dort jedoch an FC Limoges, AS Saint-Étienne und SC Amiens. Zudem konnte Arles in dieser Zeit zahlreiche Pokalwettbewerbe auf regionaler Ebene gewinnen.

### Aktuelle Entwicklung
In den letzten Jahren nahm der AC Arles eine sportlich rasante Entwicklung. Im Frühjahr 2006 noch in der fünfthöchsten Spielklasse (CFA 2) vertreten, folgte ein selten gesehener „Durchmarsch“: 2007 sofortiger Aufstieg von der CFA in die dritte, 2009 (nach drei Jahrzehnten) die Rückkehr in die zweite Liga bedeutete. Gleich in ihrer ersten Zweitligasaison erreichte die Mannschaft um Spieler wie Sébastien Piocelle, Torhüter Cyrille Merville, Kaba Diawara, Benjamin Psaume und André Ayew, dem Sohn von Abédi Pelé, nach anfänglichen Schwierigkeiten den dritten Tabellenrang hinter SM Caen und Stade Brest und stieg damit erstmals in ihrer Historie in die Ligue 1 auf. Als unbestrittener Vater dieser Serie gilt Trainer Michel Estevan, der die Mannschaft seit 2005 betreute. Dort hielt der Klub sich allerdings nur eine Spielzeit. 2015 stieg er sogar aus der zweiten Liga ab und wurde aus finanziellen Gründen in die vierte Liga zwangsverwiesen; der ACAA hat daraufhin eine Woche vor dem Punktspielstart Konkurs angemeldet.

## Bekannte ehemalige Spieler
- Daniel Charles-Alfred (vierfacher Ex-Nationalspieler, der seine Karriere in Arles ausklingen ließ)
- Djibril Cissé (als Jugendlicher)
- Gaël Givet (als Jugendlicher)
- Désiré Koranyi (fünffacher Ex-Nationalspieler, gegen Ende seiner Karriere bei Arles)